# 米勒巴赫河 (勞蒂河支流)
47°06′20″N 9°03′43″E / 47.10564°N 9.06199°E
米勒巴赫河是瑞士的河流，位於該國東部，流經格拉魯斯州，屬於勞蒂河的支流，處於格拉魯斯山地區，河道全長6.4公里，流域面積6.3平方公里。